# Sant Sixt dels Valdeses
Sant Sixt dels Valdeses (en italià San Sisto dei Valdesi) és el nom d'una vila calabresa en què l'occità és parlat per una part important de la població (aproximadament el 48%). L'ús de l'occità s'hi deu a la presència dels valdesos des de segles enrere.
Amb La Gàrdia és un dels enclavaments lingüístics occitans a Calàbria.
D'ençà de l'any 2002 l'occità és l'objecte del projecte "La lenga Occitana" dins l'escola elemental del municipi.